# Религия в Казахстане
Религия в Казахстане — совокупность религий, утвердившихся на территории Республики Казахстан.
Конституция страны определяет Республику Казахстан светским государством. Большая часть населения Казахстана — верующие.

## Религиозная принадлежность населения Казахстана
В 2009 году (впервые после переписи 1937 года) была проведена перепись, в ходе которой респондентам задавался вопрос об отношении к религии. Результаты переписи показали, что подавляющее большинство жителей Казахстана отнесло себя к той или иной религии (ок. 97 % населения), лишь 3 % опрашиваемых заявили о том, что являются неверующими, либо отказались дать ответ на задаваемый вопрос.
|                                            | Итоги переписи 2009 года         | Итоги переписи 2009 года | Итоги переписи 2021 года         | Итоги переписи 2021 года |
| Ответы респондентов об отношении к религии | Абсолютная численность тыс. чел. | Доля в населении %       | Абсолютная численность тыс. чел. | Доля в населении %       |
| ------------------------------------------ | -------------------------------- | ------------------------ | -------------------------------- | ------------------------ |
| мусульмане                                 | 11 237,9                         | 70,19                    | 13 297,8                         | 69,31                    |
| христиане                                  | 4190,1                           | 26,17                    | 3 297,6                          | 17,19                    |
| атеисты                                    | 450,5                            | 2,81                     | 432,1                            | 2,25                     |
| не дали ответа                             | 81,0                             | 0,51                     | 2 112,7                          | 11,01                    |
| другие религии                             | 30,1                             | 0,19                     | 23,2                             | 0,12                     |
| буддисты                                   | 14,6                             | 0,09                     | 15,5                             | 0,08                     |
| иудеи                                      | 5,3                              | 0,03                     | 7,2                              | 0,04                     |
| Всего                                      | 16 009,6                         | 100,00                   | 19 186,0                         | 100,00                   |

| Этническая группа     | Ислам    | Христианство | Иудаизм | Буддизм | Другое | Атеисты | Отказались дать ответ | Всего    |
| --------------------- | -------- | ------------ | ------- | ------- | ------ | ------- | --------------------- | -------- |
| Казахи                | 9928705  | 39172        | 1929    | 749     | 1612   | 98511   | 26085                 | 10096763 |
| Русские               | 54277    | 3476748      | 1452    | 730     | 1011   | 230935  | 28611                 | 3793764  |
| Узбеки                | 452668   | 1794         | 34      | 28      | 78     | 1673    | 722                   | 456997   |
| Украинцы              | 3134     | 302199       | 108     | 49      | 74     | 24329   | 3138                  | 333031   |
| Уйгуры                | 221007   | 1142         | 34      | 33      | 63     | 1377    | 1057                  | 224713   |
| Татары                | 162496   | 20913        | 47      | 58      | 123    | 16569   | 4023                  | 204229   |
| Немцы                 | 2827     | 145556       | 89      | 66      | 192    | 24905   | 4774                  | 178409   |
| Корейцы               | 5256     | 49543        | 211     | 11446   | 138    | 28615   | 5176                  | 100385   |
| Турки                 | 96172    | 290          | 7       | 6       | 20     | 321     | 199                   | 97015    |
| Азербайджанцы         | 80864    | 2139         | 16      | 16      | 24     | 1586    | 647                   | 85292    |
| Белорусы              | 526      | 59936        | 25      | 9       | 20     | 5198    | 762                   | 66476    |
| Дунгане               | 51388    | 191          | 4       | 15      | 19     | 179     | 148                   | 51944    |
| Курды                 | 37667    | 203          | 11      | 6       | 9      | 285     | 144                   | 38325    |
| Таджики               | 35473    | 331          | 2       | 6       | 30     | 307     | 128                   | 36277    |
| Поляки                | 235      | 30675        | 14      | 4       | 45     | 2486    | 598                   | 34057    |
| Чеченцы               | 29448    | 940          | 6       | 3       | 16     | 653     | 365                   | 31431    |
| Киргизы               | 22500    | 206          | 6       | 6       | 4      | 352     | 200                   | 23274    |
| Другие национальности | 54533    | 82254        | 1286    | 1433    | 210    | 13266   | 4233                  | 157215   |
| Всего:                | 11239176 | 4214232      | 5281    | 14663   | 3688   | 451547  | 81010                 | 16009597 |

За годы независимости произошёл настоящий ренессанс религии в Казахстане. За 18 лет численность религиозных объединений возросла в 6 раз, от 671 в 1991 году до свыше 4200 в 2009 году. В настоящее время действуют почти 3200 мечетей, церквей, молитвенных домов.
Согласно International Religious Freedom Report 2010 в Казахстане имеются следующие религиозные организации:
- Ислам: 2369 официально зарегистрированных мечетей, подавляющая часть которых объединена в Духовное управление мусульман Казахстана, по данным источника только ок. 70 мечетей находятся вне юрисдикции ДУМК
- Православие: 299 официально зарегистрированных русских православных храмов.
- Католицизм: 83 официально зарегистрированных римско-католических прихода и связанных с ними организаций, 5 официально зарегистрированных греко-католических приходов.
- Протестантизм: официально зарегистрировано 1267 организаций, которые располагают 543 культовыми сооружениями. В Казахстане 2 группы баптистов: Союз евангельских христиан-баптистов (Союз ЕХБ) с приблизительно 10 тыс. последователей и 227 зарегистрированными религиозными группами, а также Совет церквей евангельских христиан-баптистов (Совет церквей ЕХБ) с приблизительно 1 тыс. последователей. Совет церквей отвергает процедуру официальной регистрации по принципиальным соображениям. Другие официально зарегистрированные протестантские религиозные группы с заметным числом последователей это пресвитериане, лютеране и пятидесятники, а также свидетели Иеговы и адвентисты седьмого дня; имеются также небольшие общины методистов, меннонитов и мормонов.
- Иудаизм: имеется 5 синагог в Алма-Ате, Астане, Усть-Каменогорске, Костанае и Павлодаре.
- Имеется 43 религиозные группы других конфессий, в том числе 4 буддистских, 12 отделений Общества сознания Кришны, Церковь сайентологии, Бахаи, христианская наука и Церковь Объединения (муниты).

## Свобода вероисповедания
По мнению Данияра Наурыза в информационном отношении фактически наложен запрет на тему атеизма. Также за разжигание межрелигиозной вражды был арестован Александр Харламов. Его обвиняют в том, что он в своих публикациях о христианстве и о различных религиозных течениях занимался пропагандой атеизма, чем оскорбил чувства верующих.

## Ислам

Центральная мечеть города Алма-Ата

Мусульмане составляют свыше 70 % населения страны. Большинство мусульман — суннитского вероисповедания ханафитского мазхаба.
Распространение ислама на территории современного Казахстана было процессом, затянувшимся на несколько столетий. Вначале ислам проник на юг современной территории Казахстана в VIII веке. И уже середине X в. ислам утвердился среди жителей в Семиречье и на Сырдарье. На территории современного Казахстана существовали такие мусульманские державы (империи) как Сельжукская империя, Караханидская империя, Хорезмшахская империя, Моголистан и Золотая Орда.
По некоторым данным, первым толчком к распространению ислама стала Таласская битва 751-го года. При которой Карлуки Карлукский каганата, объединившись с войсками Аббасидской империи одержали победу над войсками Танского Китая. Победа в сражении, остановило экспансию Таньской империи на запад, и позволило исламу утвердиться среди жителей  Семиречья и на Сырдарье в Х веке.
Ислам стал официальной религией на территории современного Казахстана в 960 году при тюркской Караханидской империи, возникшей в Семиречье в 840 году. Династия Караханидов была тюркской, из кочевого племени ягма. Каган Караханидов
Мусе Байташ Богра-хан в 960 году сделал ислам ханафитский мазхаба государственной религией Караханидской империи. Ученый-историк Макдиси сообщал, что уже во второй половине X века в каждом Караханидском городе присутствовала мечеть.
Памятник той эпохи — сочинение средневекового тюркского писателя и поэта Юсуфа Баласагунского (1015—1016) «Кудатгу Билиг», в котором получила отражение исламское мировоззрение. Для него характерна веротерпимость, признание свободы мнений в религии,  а также симбиоз ислама и эстетичное описание добродетели.
Поэма Юсуфа Баласагуна «Благодатное знание» (Кутты билик) — одновременно и художественное произведение, и этико-дидактический и политико-философский трактат. Действующие лица — аллегорические образы, олицетворяющие справедливость (Кун-Тогды), счастье (Ай-Толды), разум (Огдулмиш), довольство (Огдурмиш). Поэма построена в форме диалогов между основными персонажами.

Поэма написана в размере мутакариб арабской системы стихосложения аруз и является первым примером использования аруза в тюркской литературе. Форма написания — сдвоенный стих маснави. Поэма «Благодатное знание» (Кутты билик) начинается со строками автора о том, что его поэма написана на тюркском языке:
Да, книг у арабов, таджиков немало,
А нашею речью сия – лишь начало.
Кто мудр, эту книгу оценит с почтеньем,

Лишь тот ценит знанья, кто зрел разуменьем..
К тому же укоренение ислама в Казахстане произошло в неразрывной связи с доисламскими верованиями, в частности с зороастризмом, тенгрианством, манихейством и христианством.
Ислам в Казахстане исповедуют в основном тюркские и кавказские народы, а также таджики.

## Христианство

### История христианства Казахстана

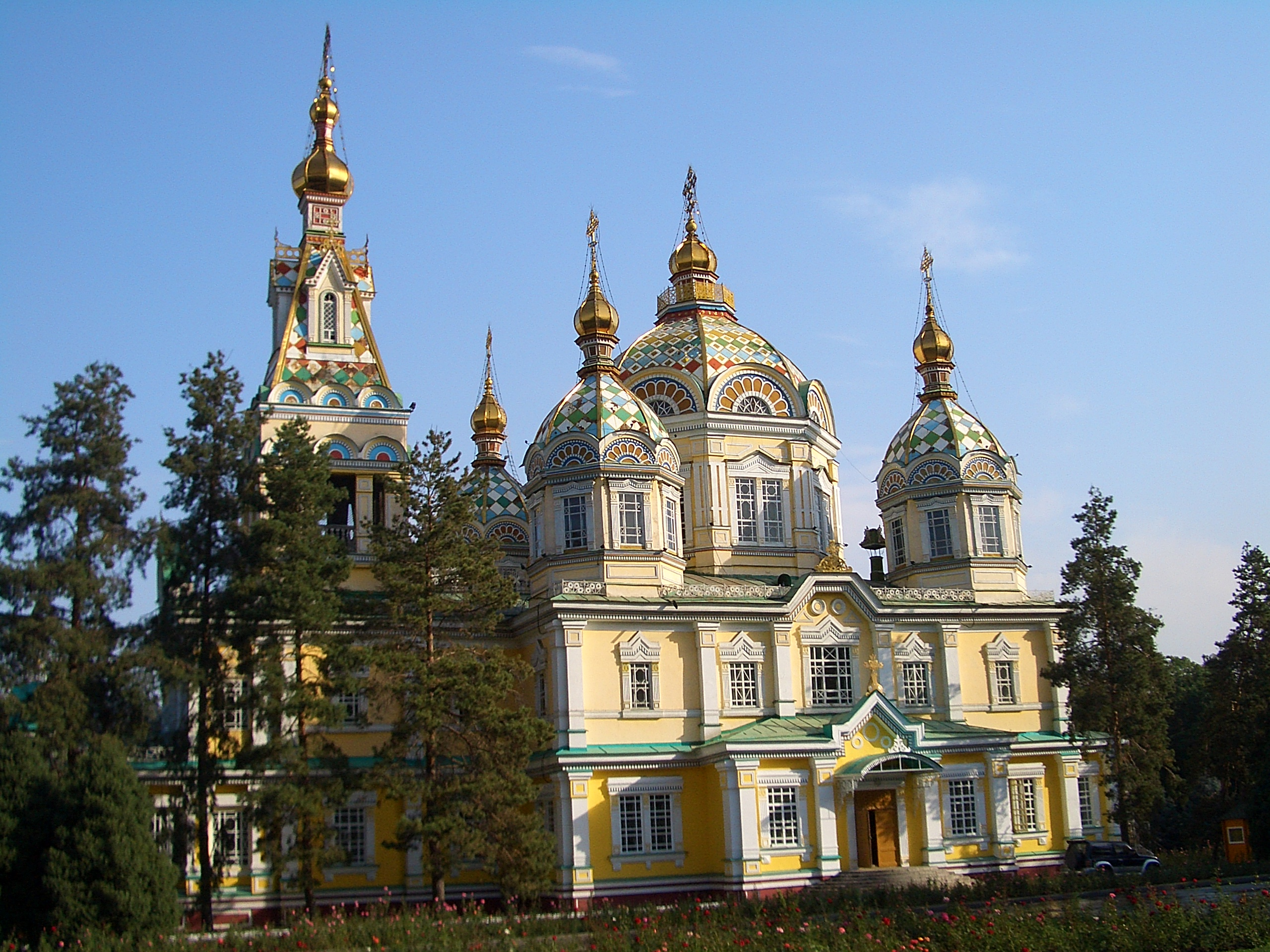
Вознесенский кафедральный собор

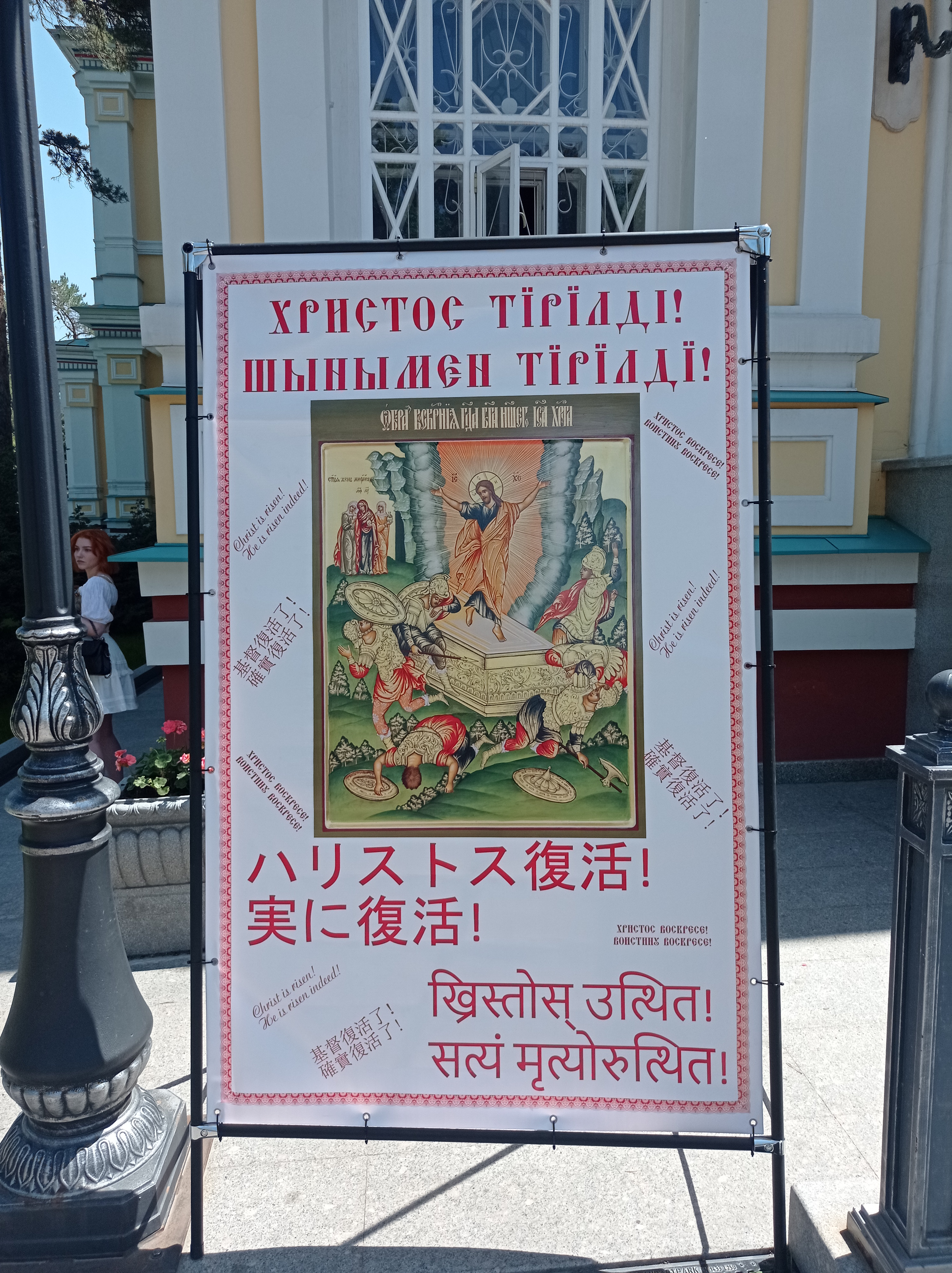
Пасхальный плакат с текстом на казахском языке у стен Вознесенского собора.
г. Алма-Ата

В VI веке в Средней Азии возникла новая кочевая империя. Новые завоеватели — тюрки, вышедшие из Алтая, в короткое время подчинили себе все народы от Тихого океана до Чёрного моря. Образование тюркского каганата привело к восстановлению торговых путей, связывавших Иран с Центральной и Средней Азией и Дальним Востоком. С оживлением торговли происходит усиление миссионерской деятельности несторианской церкви.
После смерти тюркского хана Тобо (581 г.) империя тюрков распалась на два государства — восточное и западное. Центром последнего, как и большинства последующих кочевых государств в западной части Средней Азии, была прежняя земля усуней, то есть Семиречье. Наиболее распространённой религией среди тюрков являлось, вероятно, христианство манихейского толка. Но поскольку к тому времени в этих пределах благодаря согдийцам уже довольно широко распространилось христианство, последующие годы оно было воспринято и тюркскими племенами Средней Азии. По свидетельству писателя Феофана у восточно-тюркских пленных, захваченных византийцами в 561 году и отправленных Нарзесом к императору Маврикию, были заметны на лице чёрные точки, расположенные крестом. Пленники объяснили, что во время заболеваний от чумы соплеменники христиане научили их изображать крест на лбу во избежание болезни. Подобное свидетельство встречаем у писателя Феофилакта Симокатты, который отмечает, что в 591 году, когда был разбит отложившийся от Хосрова II военачальник Бахрам Чубин, в плен взяты воевавшие на его стороне тюрки — войско его союзника, тюркского правителя Бухары. Многие из них так же имели на лбу знак креста.
Другое направление христианства — несторианство, получило признание среди найманов, переселившихся в конце XII — начале XIII вв. из Центральной Азии в Восточный Казахстан и в Семиречье.
В настоящее время христиане являются второй по численности верующих религиозной группой Казахстана (свыше 26 % населения).

### Православие

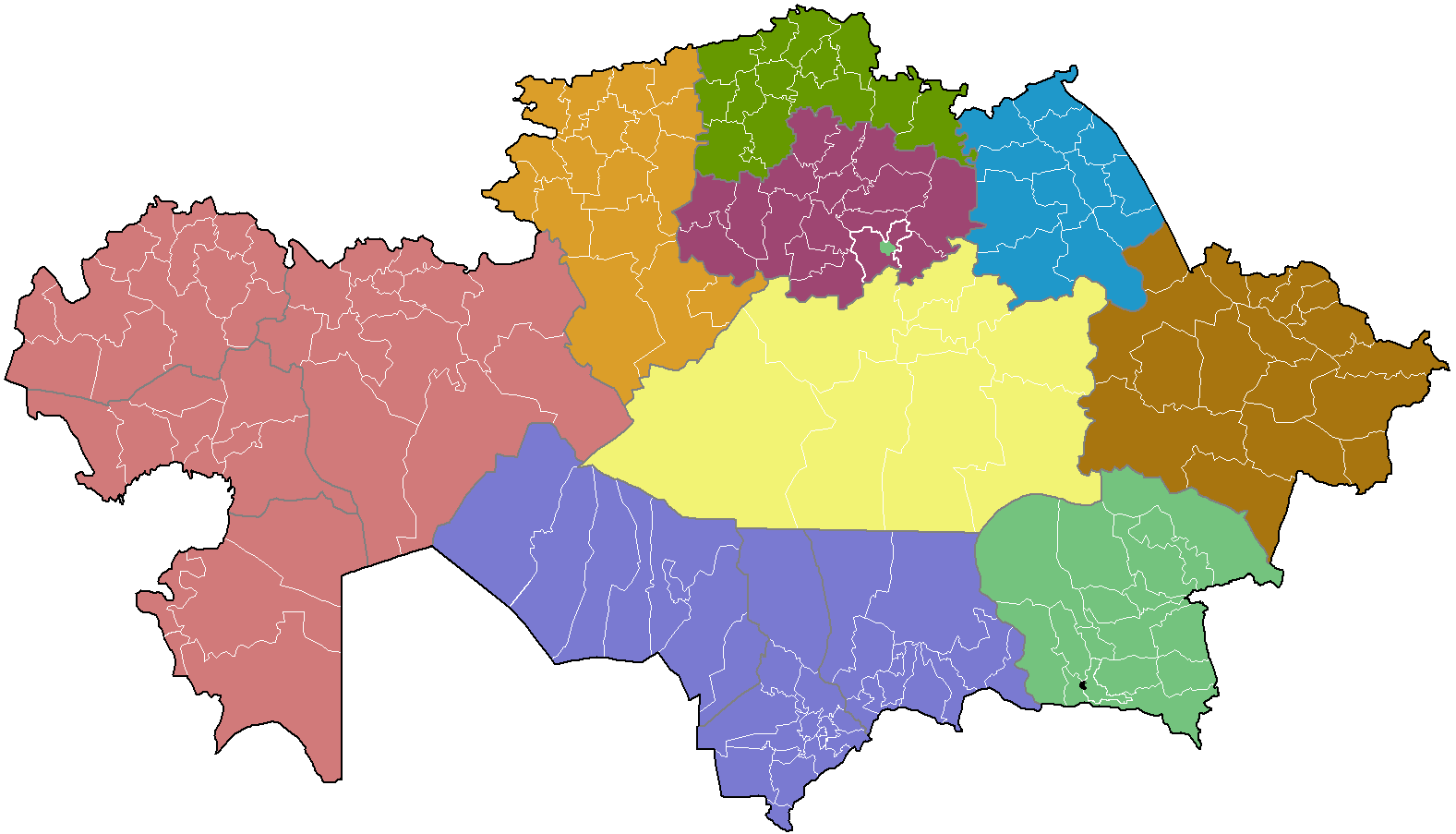
Епархии Митрополичьего округа Русской Православной Церкви в РК

Казахстан является канонической территорией Русской православной церкви. Первоначально он был разделён на три епархии: Астанайскую и Алматинскую, Чимкентскую и Акмолинскую, Уральскую и Гурьевскую, позднее количество епархий увеличилось до 10. С 7 мая 2003 года решением Священного Синода РПЦ все они объединёны в Казахстанский митрополичий округ.
На территории Казахстана в 2011 году было 9 монастырей (из них 8 в Астанайской и Алматинской епархии и 1 в Уральской и Гурьевской), 230 приходов (из них 112 в Астанайской и Алматинской епархии, 40 в Уральской и Гурьевской, 78 в Чимкентской и Акмолинской), более 300 священнослужителей.

### Католицизм

Католические структуры Казахстана

В советское время Казахстан был местом заключения и ссылки многих репрессированных (этнических немцев, украинцев, поляков и др.), среди которых была значительная доля католиков. После освобождения многие из них оставались в республике. В подпольных или полуподпольных условиях в Казахстане служили священномученик блаж. о. Алексей Зарицкий, еп. Александр Хира, о. Владислав Буковинский, о. Алоизий Кашуба OFMCap и др. В казахстанских лагерях погибли блаж. епископ Никита Будка и многие другие.

Важным для католичества Казахстана явился официальный визит в Казахстан 22-25 сентября 2001 года папы римского Иоанна Павла II. Папа встретился с президентом страны Н. А. Назарбаевым и другими официальными лицами, а также с народом во время мессы на площади Матери-Родины в Астане; с молодёжью в Евразийском университете и с представителями науки и культуры в Конгресс Холле. Президент сделал следующее заявление: 
«Сегодня Католическая Церковь активно восстанавливает свою традиционную миссию: возводятся храмы, открываются новые приходы. Велики её заботы в делах миротворчества, просветительства и благотворительности. Католики, как и представители других религий, стремятся к укреплению единства и согласия всего народа Казахстана».
Папа римский в ходе встречи имел беседу с духовенством Казахстана, епископами, священниками, монашествующими и верующими. Папа посетил Казахстан в критический момент событий мирового масштаба (теракт в Нью-Йорке 11 сентября 2001 г.), и в ходе визита он призывал верующих мусульман и христиан к тому, чтобы они вместе строили цивилизацию любви, а не насилия.

Папа говорил, что видит в Казахстане великую семью разных народов. Папа говорил о том, что тронут гостеприимством на всех уровнях. 
«Долгое время я желал этой встречи, и велика моя радость — суметь заключить в объятия с восхищением и любовью всех жителей Казахстана»
В 1991 году была учреждена апостольская администратура Казахстана, руководителю которой была вверена временная опека верующих в Таджикистане, Кыргызстане, Туркменистане и Узбекистане (отдельные миссии sui iuris (собственного права) в этих странах были образованы в 1997 году, позднее в Узбекистане и Кыргызстане были установлены Апостольские администратуры). В настоящее время на территории Казахстана действует три епархии Католической Церкви латинского обряда: архиепархия Пресвятой Девы Марии с центром в Астане, Карагандинская епархия и епархия Пресвятой Троицы с центром в Алма-Ате, а также Апостольская администратура Атырау. Действует также несколько приходов грекокатоликов. Общее число католиков по данным на 2004 год оценивается в 183 тыс. человек. По данным на тот же год, в стране было 72 католических священника и несколько сот монахинь.

### Протестантизм
Протестантизм в Казахстане имеет достаточно длительную историю. После присоединения к России, на территории Казахстана появились первые военные поселения, среди жителей которых было немало лютеран, особенно из числа немцев. Затем появились и гражданские лица — чиновники, ремесленники, крестьяне. Усилился процесс переселения из европейской части России в Казахстан в 80-е гг. XIX в. Тогда появились первые немногочисленные общины протестантов, в основном лютеран, баптистов и меннонитов. Столыпинская реформа начала XX в. привела к новому потоку переселенцев, что ещё более разнообразило конфессиональный состав населения.
Массовый приток последователей протестантизма связан со сталинскими репрессиями и насильственной депортацией в Казахстан представителей многих народов в 30-40-е гг. XX в. Среди переселенцев было, например, более 360 тысяч немцев Поволжья.
Уже после ослабления политики в отношении неугодных народов и конфессий — с середины 1950-х гг. — в республике образовываются общины лютеранской церкви, евангельских христиан-баптистов, адвентистов, меннонитов. Долгое время они действовали преимущественно нелегально. Первая община лютеранской церкви была зарегистрирована в Акмолинске (ныне г. Астана) в 1955 г.
Власти во времена СССР крайне неохотно регистрировали религиозные объединения, тем не менее, их численность постоянно увеличивалась. К моменту развала СССР в Казахстане было зарегистрировано 109 общин евангельских христиан-баптистов, что в два раза превышало количество мусульманских мечетей. Определенные изменения в численности протестантских церквей связаны со значительной миграцией в Германию, Россию и другие страны в 90-х гг. XX в. Это привело к тому, что резко упало количество объединений лютеран, меннонитов и некоторых других конфессий.
Другие общины превратились в многонациональные. Они растут за счет представителей народов, для которых протестантизм не является традиционной религией. Среди баптистов сейчас много русских, украинцев, белорусов, казахов, корейцев. Благодаря этому количество баптистских церквей в Казахстане растет, несмотря на выезд из страны немцев, долгое время составлявших большую часть верующих. Об этом свидетельствует и статистика. Если в 1993 г. действовало 129 баптистских объединений, в 2002 г. — 281, в 2007 г. — 290.
На начало 2011 г. в Казахстане, по официальным данным, действовало 362 религиозных объединения и групп евангельских христиан-баптистов, при этом 48 из них не зарегистрированы органами власти.
В результате на 1 января 2011 г. количество пятидесятнических церквей достигло 97, пресвитерианских — 239, харизматических — 306. Наиболее известны следующие объединения: «Грейс-Благодать», «Еммануил», «Новая Жизнь», «Агапе», «Сун Бок Ым», «Церковь Полного Евангелия». Многие пятидесятнические и пресвитерианские церкви были созданы миссионерами из Южной Кореи и США. Среди их пасторов и последователей немало представителей корейской диаспоры.
Особое место занимают такие общины, как Новоапостольская церковь, Адвентисты Седьмого дня, Свидетели Иеговы и мормоны («Церковь Иисуса Христа святых последних дней»). Они возникли в результате исторического развития протестантского движения, однако в своем вероучении и культовой практике имеют специфические черты. С точки зрения православия и католицизма их учение является сектантским. Большинство протестантских церквей отвергает их принадлежность к протестантизму. Впрочем, и представители этих общин не считают себя протестантами.
Таким образом, протестантизм в Казахстане включает как конфессии, имеющие многовековую историю (лютеране, меннониты, баптисты и другие), так и новые, нетрадиционные общины, в первую очередь представляющие пятидесятническое, пресвитерианское и харизматическое течения. Наиболее широко протестантские объединения представлены в крупных городах, особенно на севере и в центре республики.

## Буддизм

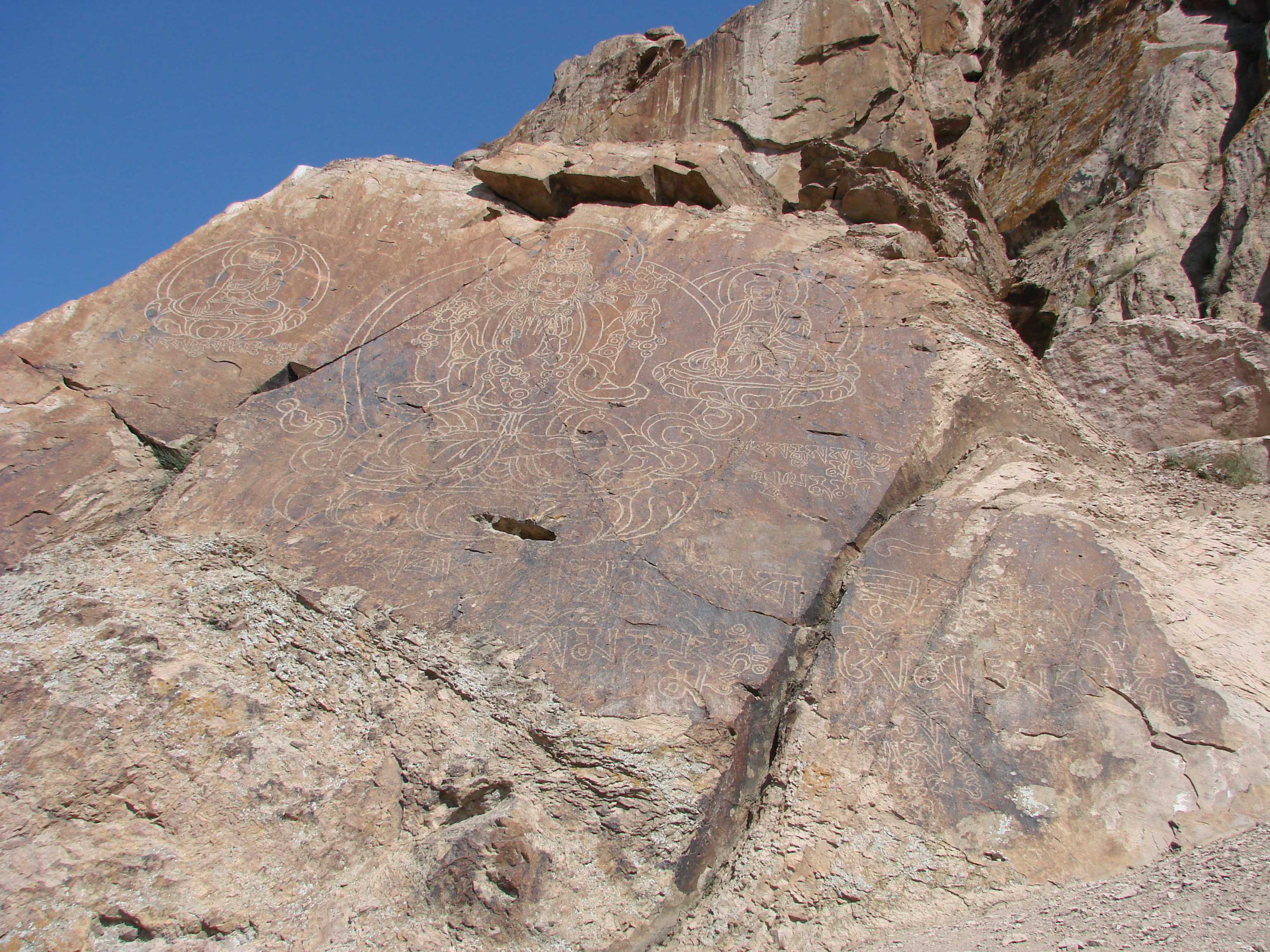
Наскальные изображения Будд

Поскольку буддизм является одной из трёх мировых религий, то он разрешён официальными властями Казахстана. Согласно данным посольства США в Казахстане, буддизм в стране представлен четырьмя официальными организациями, три из которых представляют корейский сон-буддизм (в Казахстане проживает самая многочисленная диаспора корейцев в СНГ) и одна линия тибетского буддизма (это стало возможным благодаря расширяющемуся сотрудничеству Казахстана с Индией и Монголией).
В настоящее время буддизм в Казахстане представляют такие буддийские школы и направления:
- Последователи школы Вонбульгё (Вон-буддизм).
- Последователи тибетского буддизма (Ньингма, Кагью, Гелуг).[17]
- Последователи дзэн-буддизма.

Пока буддизм в Казахстане представлен достаточно слабо (общее число верующих около 15 тыс. чел.). В основном его исповедуют немногочисленная часть корейской диаспоры и калмыки. В официальной учебной литературе Казахстана отдельной графой описывается древняя тюркская религия — тенгрианство, отмечается схожесть между этой древней религией с исламом и буддизмом.

## Иудаизм
В 1827 году российский император Николай I подписал указ о натуральной воинской повинности для евреев (кантонисты), в соответствии с которым ежегодно царскую армию должны были пополнять по 10 рекрутов возрастом от 12 до 25 лет с каждой тысячи еврейских мужчин. Совершеннолетних определяли на действительную службу, а малолетних направляли в кантонистские школы «для приготовления к службе» в отдалённые, зачастую с суровыми климатическими условиями регионы Российской империи. Таким образом, множество еврейских юношей оказались в Казахстане.
Примерно в 1870 году в городе Верном (нынешней Алма-Ате) сложилась первая еврейская община, состоявшая из николаевских солдат и их потомков. Их было немного — не более ста человек. Они открыли первую синагогу в простой деревянной избе в 1884 году, а добились регистрации еврейского молитвенного общества только в 1907 году, когда в России была объявлена бо́льшая свобода вероисповедания.
Сегодня в Казахстане действует движение Хабад Любавич.
В настоящее время число верующих составляет всего 5,3 тыс. чел.
С 1994 г. главным раввином Казахстана является раввин Ешая Элазар Коген.
Открылись синагоги в Алма-Ате, Астане, Усть-Каменогорске, Павлодаре и Костанае. В каждом из этих городов теперь есть раввин, общинный центр, сеть синагог, учебные заведения для детей, поставка кошерных продуктов. В Казахстане в настоящее время представлена лишь одна ветвь иудаизма — ортодоксальная.

## Отношение к религии парламентских партий Казахстана
В парламенте Казахстана на 2016 год представлены три политические партии — Нур-Отан, Коммунистическая народная партия Казахстана и Демократическая партия Казахстана «Ак жол». В их программах религиозные вопросы занимают очень скромное место, при этом отношение к религии заметно различается. В доктрине правящей Нур-Отан, принятой в 2013 году, не упоминается ни одна конфессия, хотя констатируется, что «вера и религия — это важный источник духовности, морали и толерантности». Оппозиционная Коммунистическая народная партия Казахстана стоит на позициях атеизма, в ее программе сказано: «коммунисты выступают за признание свободы совести, право исповедовать любую религию или не исповедовать никакой, за отделение церкви и мечети от государства, а школы от церкви и мечети. При этом коммунисты ведут широкую атеистическую пропаганду, избегая унижений оскорбления чувств верующих в любой форме». Зато Демократическая партия Казахстана «Ак жол» обещает «поддерживать традиционные религии народов Казахстана (прежде всего ислам и христианство), защищать духовную сферу общества от влияния чуждых сект и течений, противодействовать призывам к экстремизму и терроризму на религиозной, этнической и любой другой основе».

## Храмы
По данным ДУМК в стране в 2022 году было 2716 мечетей. По официальным данным на 2023 год в Казахстане функционируют 3726 культовых сооружения. Из них: 2788 — мечети, 302 — православных храма, 115 — католических церквей, 424 — протестантских молитвенных домов, 57 — молитвенных дома Свидетелей Иеговы, 24 — молитвенных домов Новоапостольской церкви, 6 — синагог, 2 — молитвенных дома Бахаи, 6 — молитвенных дома РО «Общество сознания Кришны», 2 — буддийский храма.